# Рингштедт
Рингштедт (нем. Ringstedt) — община в Германии, в земле Нижняя Саксония.
Входит в состав района Куксхафен. Подчиняется управлению Бедеркеза. Население составляет 881 человек (на 31 декабря 2010 года). Занимает площадь 26,26 км². С 1 января 2015 года входит в состав города Геестланд.